# Givesco
Givesco A/S er en dansk fødevarevirksomhed med hovedkvarter i Vejle. Virksomheden blev etableret i 1980 af Jens Eskildsen og Mary Antonie Eskildsen og den er ejet af Jens Eskildsen og Hustru Mary Antonie Eskildsens Mindefond. Koncernen kendes igennem datterselskaberne Givesco Bakery Group (inkluderer OK Snacks), Danish Industrial Equipment og Carletti. Tidligere har de ejet Dan Cake. Årsomsætningen i Givesco A/S var i 2022 på 3,464 mia. kroner, og der var 1.777 ansatte i danske- og udenlandske datterselskaber.